# Британська англійська

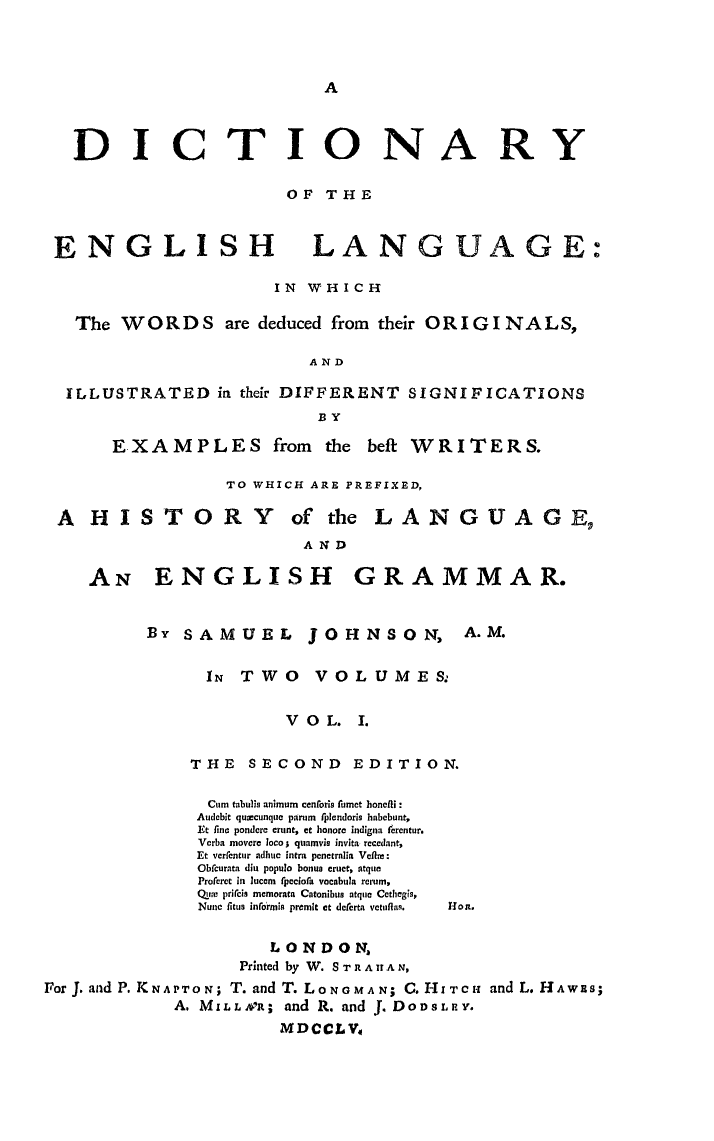
Словник англійської мови Семюела Джонсона

Британська англійська (англ. British English, BE, BrE, en-UK, en-GB) — варіант англійської мови, який використовується у Великій Британії. На відміну від загальновживаного значення Велика Британія в Україні, британці у поняття Great Britain не включають Північну Ірландію
За іншим визначенням — це письмова та розмовна англійська мова в Англії.
Термін був введений для можливості відрізнити британський варіант англійської мови від інших, насамперед широко розповсюдженого варіанту — американська англійська. Британська англійська не є окремою загальновизнаною мовою.
Британський варіант англійської мови вживається, як офіційна мова у Великій Британії..
У Великій Британії, на відміну від багатьох інших європейських країн, немає жодного державного органу, який би встановлював стандарти та слідкував за чистотою офіційної мови. Де-факто правильне написання і вимова слів британської англійської встановлюється Оксфордським словником та іншими поважними виданнями.
Для літературної британської англійської вимови використовують термін Received Pronunciation (RP) — прийнята вимова. Тільки 3 % населення Великої Британії у побуті вживає цю вимову. Цей термін має неформальні назви: вишукана англійська (posh English), королівська англійська, оксфордська англійська та BBC англійська.
Британська англійська має безліч діалектів. Фактично мова, якою спілкуються на півночі та півдні Англії, має значно більше відмінностей, ніж літературні британська й американська англійські мови.

## Історія розвитку мови
Історію розвитку британської англійської мови зазвичай ділять на п'ять етапів:
1. Протоанглійська мова — мова германських племен: англів, саксів, ютів — предків сучасних англійців
2. Давньоанглійська мова (V–XI ст.ст.) — процес переселення германських племен на землі сучасної Англії, поступове взаємопроникнення й витіснення з ужитку бритських мов і латині
3. Середньоанглійська мова (XI–XV ст.ст.) — нормандське завоювання Англії, поширення мови завойовників — діалекту давньофранцузької мови Ойл та її взаємопроникнення з давньоанглійською мовою
4. Рання сучасна англійська мова[en] (XV–XVII ст.ст.) — часи великого зсуву голосних
5. Сучасна англійська мова — 15 квітня 1755 року Семюел Джонсон видав свій Словник англійської мови[en]. Цю дату вважають народженням сучасної британської англійської мови

## Діалекти

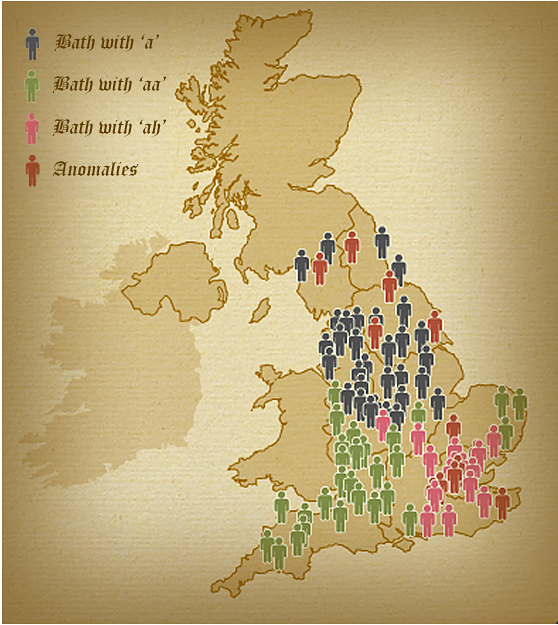
Мапа відображає відмінності вимови голосного звуку в словах bath, grass і dance для різних регіонів Англії.
'a' //æ//
'aa' //æː//
'ah' //ɑ(ː)//
Аномальна

Британська англійська мова має велику кількість різноманітних діалектів. Основними діалектами, а точніше групами діалектів, які включають у себе інші є:
- Північно-англійський (англ. Northern English) включає широковідомий йоркширський діалект (англ. Yorkshire dialect[en]) — діалект зазнав на собі значного впливу мови вікінгів, характерною є вимова звуку /ʊ/ замість /ʌ/
- Східно-англійський (англ. East Midlands English[en]) — діалект також зазнав на собі значного впливу мови вікінгів, вимова суттєво відрізняється від англійської літературної вимови. Наприклад: It isn't theirs; it's ours! вимовляється, як «It eent theirn; it's ourn!»
- Західно-англійський (англ. West Midlands English[en]) — діалект вважається найбільш віддаленим від англійської літературної вимови. Наприклад: слово «yes» носії діалекту вимовляють, як «arr»
- Південносхідно-англійський (англ. East Anglian English[en]) — діалект наближений до англійської літературної вимови. Характерною рисою є вимова дифтонга /əu/ як /ʊ/
- Південно-англійський (англ. English in southern England[en]), включає широковідомий кокні, — характерним є ігнорування звуку /h/ і вимова замість /θ/ — /f/, та замість /ð/ — /v/
- Південнозахідно-англійський (англ. West Country dialects[en] — діалект зазнав на собі деякого впливу валлійської та корнської мов. Для діалекту характерна безумовна вимова звуку /ɹ(r)/, на зразок американської англійської
- Валлійський (вельський) (англ. Welsh English[en]) — діалект зазнав значного впливу граматики й меншою мірою словникового запасу валлійської мови. Характерною особливістю валлійського діалекту є вимова звуку /æ/, як /a/
- Шотландський (англ. Scottish English[en]) діалект зазнав на собі значного впливу шотландської рівнинної мови. Для діалекту характерна безумовна вимова звуку /r/, на зразок американської англійської

## Відмінності від американської англійської
Докладніше: Порівняння американської та британської англійської
Між британською та американською англійською існують суттєві відмінності у фонології, фонетиці, лексиці та, набагато меншою мірою, у граматиці й орфографії.

### Фонологія і фонетика
Характерною особливістю літературної британської англійської вимови є вимова звуку /ɹ(r)/ тільки перед голосними, на відміну від американської англійської, де /ɹ(r)/ вимовляється безумовно.

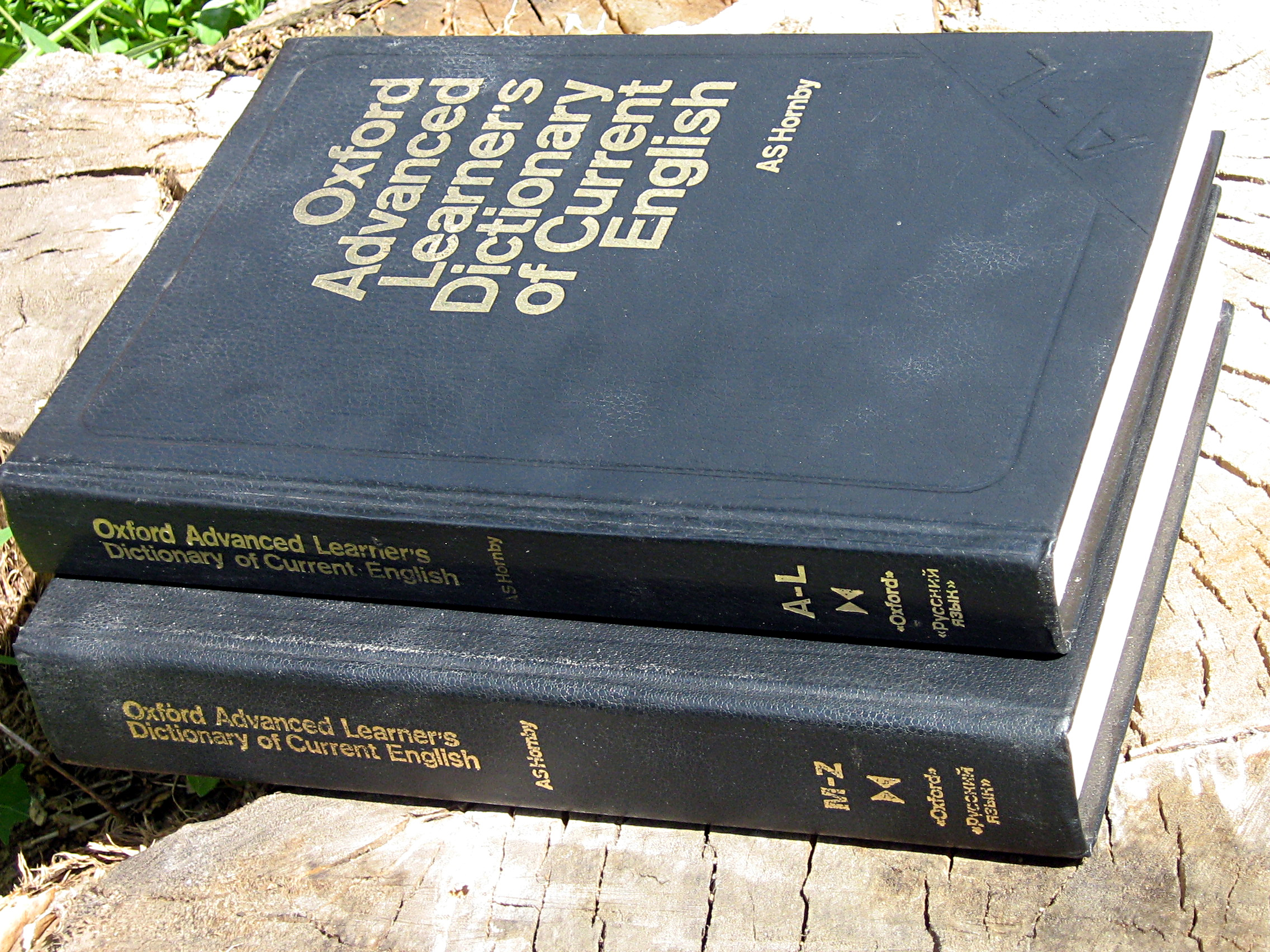
Оксфордський словник, де-факто — стандарт британської англійської мови

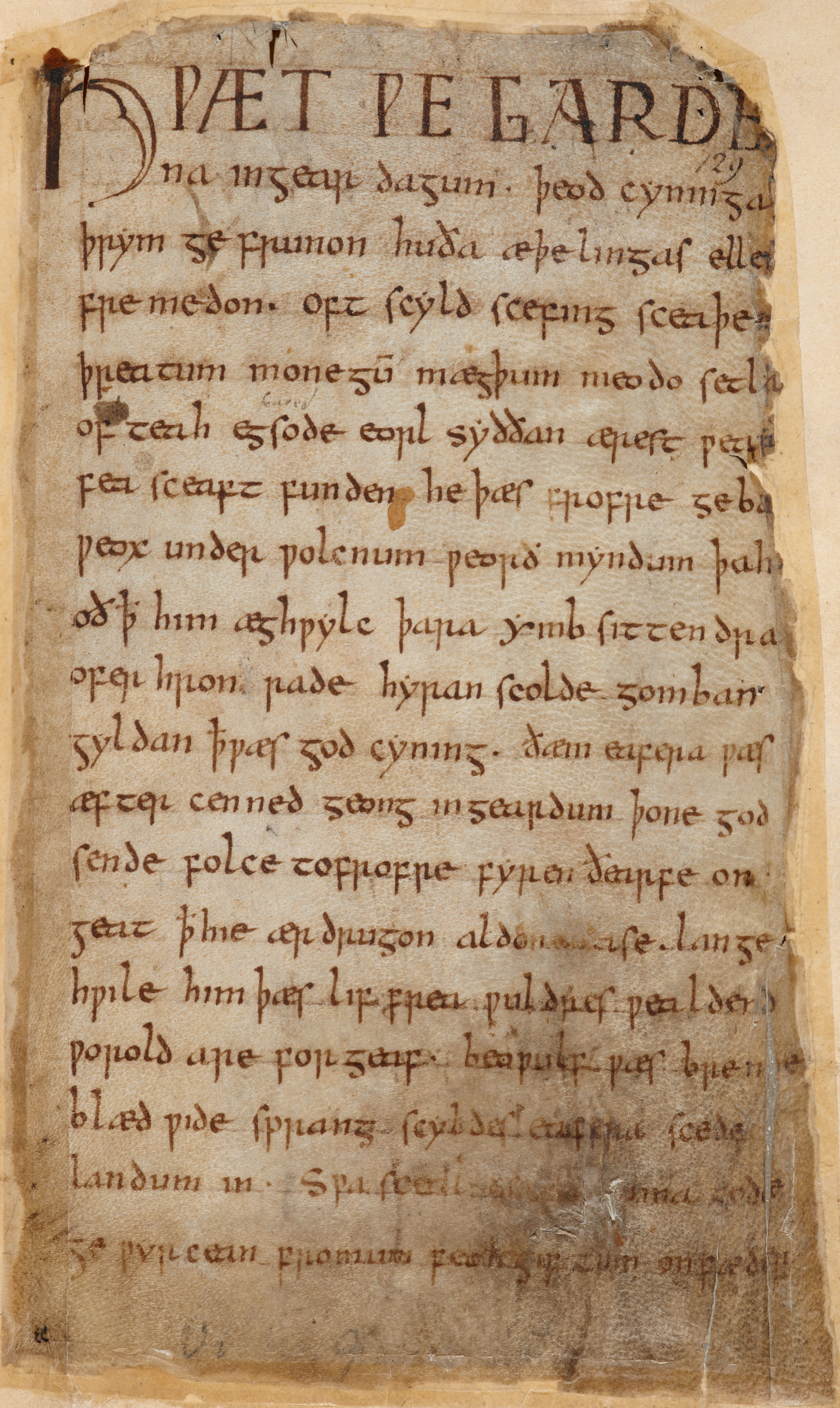
Взірець даньоанглійської мови

Існують суттєві відмінності у вимові голосних:
| Приклади слів          | Британська | Американська |
| ---------------------- | ---------- | ------------ |
| stop, rob, swan, cough | /ɒ/        | /ɑ/          |
| law, caught, talk      | /ɔː/       | /ɔ/          |
| staff, clasp, dance    | /ɑː/       | /æ/          |
| hurt, term, work       | /ɜː/       | /ɜr/         |
| soap, soul, home       | /əʊ/       | /oʊ/         |
| beer, pier, fierce     | /ɪə/       | /ɪr/         |
| care, air, wear        | /ɛə/       | /ɛr/         |
| tour                   | /ʊə/       | /ʊr/         |

- Символом «r» у транскрипціях словників англійської мови подається МФА фонема /ɹ/

### Лексика

Впливи на словниковий запас англійської мови

Істотна різниця у лексиці пояснюється різними умовами життя у Великій Британія та США. На мову американців впливали й досі сильно впливають інші мови, зокрема іспанська. З іншого боку, відбувається інтенсивний обмін словниковим запасом між мовою американців і британців. Взаємопроникненню сприяє американський кінематограф, засоби масової інформації, повсюдне поширення інтернету та популярність соціальних мереж.

### Граматика

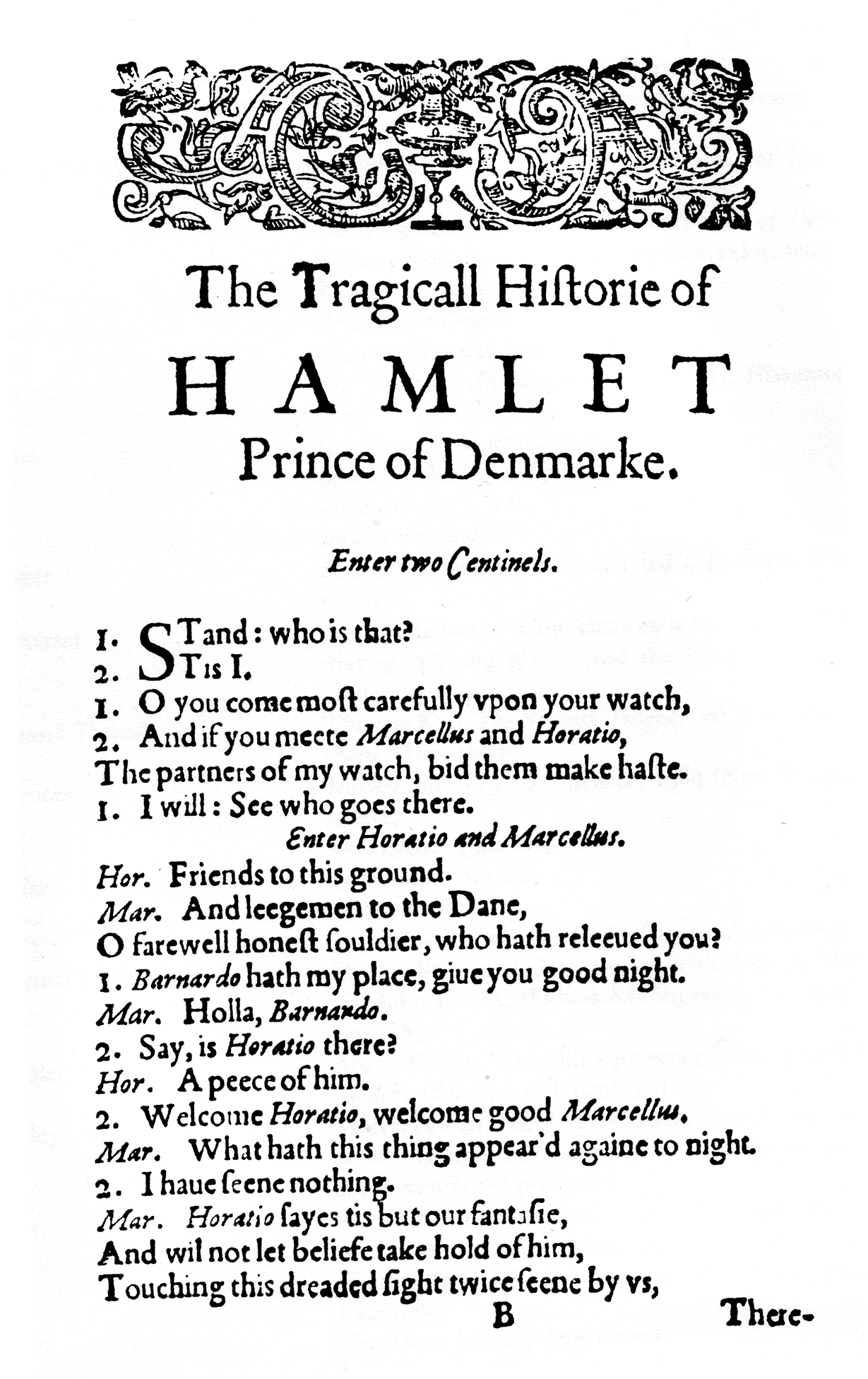
Взірець ранньої сучасної англійської мови

Деякі приклади найпоширеніших відмінностей:
| Аспект мови           | Британська                            | Американська                    |
| --------------------- | ------------------------------------- | ------------------------------- |
| Позначення дати       | the 5th of October 2004 або 5/10/2004 | October 5th, 2004 або 10/5/2004 |
| Найменування річок    | the River Thames                      | the Thames River                |
| Порядок титулювання   | Margaret Thatcher, the Prime Minister | Prime Minister Thatcher         |
| Вживання прийменників | at school                             | in school                       |
| Вживання артикля      | to hospital                           | to the hospital                 |
| Дескриптори           | the actress Elizabeth Taylor          | actress Elizabeth Taylor        |

### Орфографія
Деякі приклади найпоширеніших відмінностей:
| Аспект                                                           | Британська    | Американська |
| ---------------------------------------------------------------- | ------------- | ------------ |
| -our/-or                                                         | colour        | color        |
| -er/-re                                                          | centre        | center       |
| -ller/-ler                                                       | traveller     | traveler     |
| -lling/-ling                                                     | modelling     | modeling     |
| -llful/-lful                                                     | skillful      | skilful      |
| -ise/-ize, -yse/-yze                                             | analyse       | analyze      |
| -nce/-nse                                                        | licence       | license      |
| -ogue/-og                                                        | catalogue     | catalog      |
| -ae-/-e-, -oe-/-e- в запозиченнях з латині й давньогрецької мови | encyclopaedia | encyclopedia |